# Кукабары
Кукабарры, или кукабары, или гигантские зимородки (лат. Dacelo) — род птиц семейства зимородковых; обитают в тропиках и редколесье Австралии и на Новой Гвинее. Всего пять видов.
Кукабарры знамениты своими криками, очень похожими на человеческий хохот (отсюда их название). Крик начинается как низкий «цокающий» смех, который переходит в пронзительное «ха-ха-ха». Также довольно уникальна их способность продолжать крик на вдохе. Это территориальные птицы, живущие небольшими группами, и их крики служат той же цели, что и у многих других птиц, — обозначают границы занятого участка. Особенно крикливы кукабарры по вечерам и на рассвете, а также перед сезоном размножения. Гнездятся они в дуплах деревьев. Питаются насекомыми и мелкими позвоночными — ящерицами, змеями (в том числе ядовитыми) и грызунами, которых терпеливо высматривают, сидя на ветке.
Смехом кукабарры начинает свои передачи австралийское радио. Кукабарра по имени Олли (Olly) была одним из талисманов Летних Олимпийских игр 2000 г. в Сиднее. Другими талисманами были Милли (Millie) — Ехидна и Сид (Syd) — Утконос.
Несмотря на относительно небольшую территорию проживания кукабарр, их неповторимый крик часто используется в качестве «звуков джунглей» в саундтреках к фильмам, телепередачам — вне зависимости от места действия, а также в определённых аттракционах Диснейленда. Кукабарры также представлены в компьютерных играх (Lineage II, Battletoads и World of Warcraft).

## Виды
В состав рода включают пять видов:
- Dacelo novaeguineae — Смеющаяся кукабара — птица среднего размера и плотного сложения. Её длина 45—47 см, размах крыльев 65 см; весит около 0,5 кг. Голова большая, с длинным клювом. В оперении (в отличие от остальных кукабарр) преобладают грязно-белые, серые и бурые тона. Внешность и голоса самцов, самок и птенцов старше 3 месяцев почти не отличаются.
- Dacelo gaudichaud — Краснобрюхая кукабара — в отличие от остальных видов живёт парами, населяя густые влажные леса Новой Гвинеи. Клюв у неё белый, на голове чёрная шапочка, крылья синеватые, брюхо и хвост бледно-рыжие.
- Dacelo leachii — Синекрылая кукабара — достигает длины 42 см. Отличается выраженной синей окраской крыльев. Населяет юг Новой Гвинеи и влажные участки северной Австралии — от южного Квинсленда до устья реки Гаскойн в Западной Австралии.
- Dacelo tyro — Аруанская кукабара — малоизученный вид, обитает только на островах Ару и в саваннах южной Новой Гвинеи.
- Dacelo rex — Лягушкоротый зимородок

## Поведение
Кукабары являются плотоядными птицами, поэтому они могут поедать детенышей других птиц, а также мышей, змей, земляных червей, насекомых и мелких рептилий. Кроме того, кукабара способна вылавливать мелкую рыбу из садовых прудов. В зоопарках их, как правило, кормят так же, как и хищных птиц.
Некоторые птицы могут принимать подачки от людей и совершенно не боятся их.
Кукабары часто поют хором, чтобы отметить свою территорию.